# Erin Gruwell
Erin Gruwell (Glendora, California; 15 de agosto de 1969) es una profesora estadounidense, creadora de un método de enseñanza heterodoxo y muy educativo, fuera del rango profesional de los otros profesores. La película Freedom Writers de 2007 está basada en su historia.

## Educación
Erin Gruwell se graduó en la Universidad de California en Irvine. Recibió el premio Lauds y Laurels como Alumna Distinguida. Estudió en la Universidad Estatal de California en Long Beach donde obtuvo el grado de máster y sus credenciales para enseñar. Fue honrada como Alumna Distinguida por el Colegio de Educadores. Pese a que originalmente tenía intención de asistir a la escuela de leyes para ser abogada, y no ser  maestra .Después de observar los disturbios de los Ángeles de 1992 instigados por el caso Rodney king  :Debido a la desesperación contra el olvido, la pobreza y la brutalidad policial promovido por la absolución de los cuatro policías blancos que  dieron una paliza a Rodney King  un año antes .El jurado compuesto por diez miembros blancos , uno asiático y uno latino absolvieron a los cuatro agentes ese día. Rodney king  antes de que ocurriera el incidente iban dos amigos con él en el coche ya que habían estado viendo baloncesto y bebiendo cervezas , por lo que  temían que les parase la policía a todos los ocupantes los sacaron  a la fuerza pero con Rodney King se ensañaron utilizando sus armas eléctricas, le propinaron patadas y le golpearon con porras de aluminio .Sirviendo este hecho de precedente de violencia racial en Estados Unidos .

## Carrera como educadora
Erin Gruwell nació en California. Comenzó su práctica universitaria para ser profesora en 1994 en el instituto de secundaria Woodrow Wilson High School en Long Beach, California. Como estudiante en prácticas le fue asignada la clase con los alumnos de más bajo desarrollo estudiantil. Un estudiante, al que ella se refiere como "Sharaud", parecía determinado a volver a su vida miserable. Fue transferido a WIlson desde un colegio rival donde supuestamente había amenazado a un profesor con un arma. Sin embargo, a los pocos meses en el colegio, una de sus estudiantes paso una nota con un dibujo de Sharaud (un afro-estadounidense) con labios extremadamente grandes. Muy enfadada, Gruwell le dijo a la clase que este tipo de caricaturas fueron utilizadas por los nazis durante el Holocausto. Cuando se dio cuenta de que solo un alumno sabía lo que era el Holocausto cambió el foco del curso hacia la tolerancia. Gruwell llevó a los estudiantes a ver Schindler's List, les compró libros con su propio dinero, lo que la hizo tener 3 trabajos a la vez. También invitaba a oradores a clase, entre estos a Miep Gies, una de las personas que ayudó a la familia de Ana Frank, quien tuvo que viajar desde Europa.
Entre 1994 y 1998, los Freedom Writers lograron una gran cobertura de los medios, incluyendo apariciones en los estelares en vivo, The View, y Good Morning America.

## Después de enseñar
Ha escrito una autobiografía sobre sus experiencias titulado Teach with Your Heart: Lessons I Learned from the Freedom Writers, publicado al mismo tiempo que la entrega de la película.
Gruwell compitió para el Congreso (Distrito 38) en 2000.